# Escher-Museum

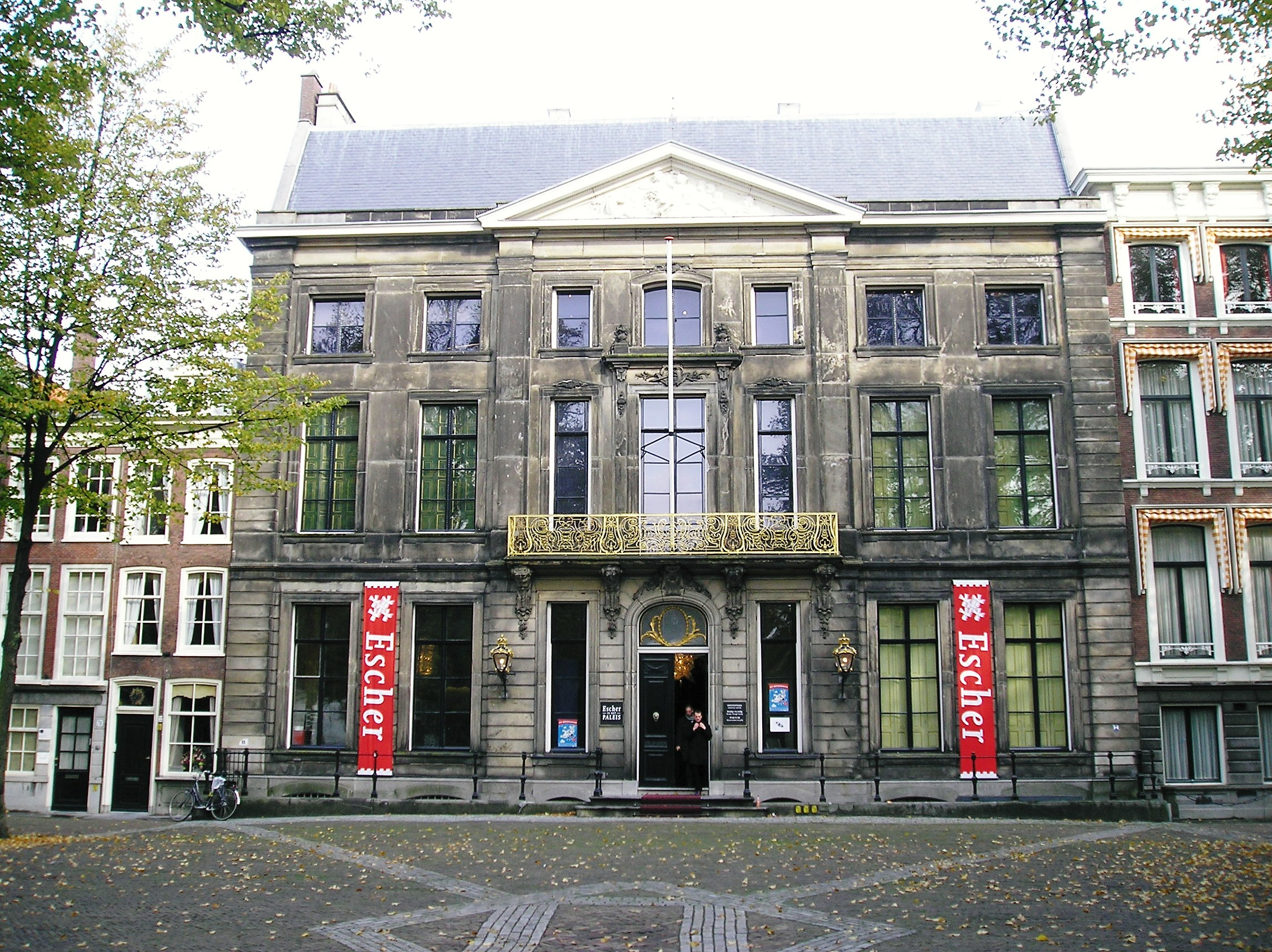
Escher-Museum

Das Escher-Museum (niederländisch Escher in Het Paleis) ist ein Museum in der Altstadt von Den Haag, Niederlande, mit den Werken des niederländischen grafischen Künstlers M. C. Escher. Das Museum wurde am 16. November 2002 eröffnet.
Das Museum ist in einem ehemaligen Palast (Lange Voorhout Paleis) aus dem 18. Jahrhundert untergebracht, in dem die Königin Emma bis 1891 lebte. Das Museum bietet eine Vielzahl von Privatfotos, Drucken und Arbeitsskizzen, die einen Eindruck davon vermitteln, wie der Künstler Flächenfüllungen und unmögliche Geometrien entworfen hat. Außerdem wird eine multimediale Reise durch die Welt Eschers (The Escher Experience) geboten.

## Deckenbeleuchtung
In den Räumen des Museums befinden sich 15 Kronleuchter, die der Rotterdamer Künstler Hans van Bentem anfertigte.